# Шипшина двоколючкова
Шипшина двоколючкова (Rosa diacantha) — вид квіткових рослин родини трояндових (Rosaceae).
За іншими даними це шипшина гібридного походження Rosa × diacantha Chrshan. [R. gallica L. × R. canina s.l.].

## Біоморфологічна характеристика
Це кущ 40–60 см. Прилистки часто знизу запушені. Шипи на гілках зазвичай прямі. Листочки дрібні, трохи витягнуті до обох кінців, рідше із закругленою основою.

## Поширення
Ендемік України.
В Україні росте на кам'янистих схилах — у Правобережному Злаковому Степу.